# Clube de Futebol União de Coimbra

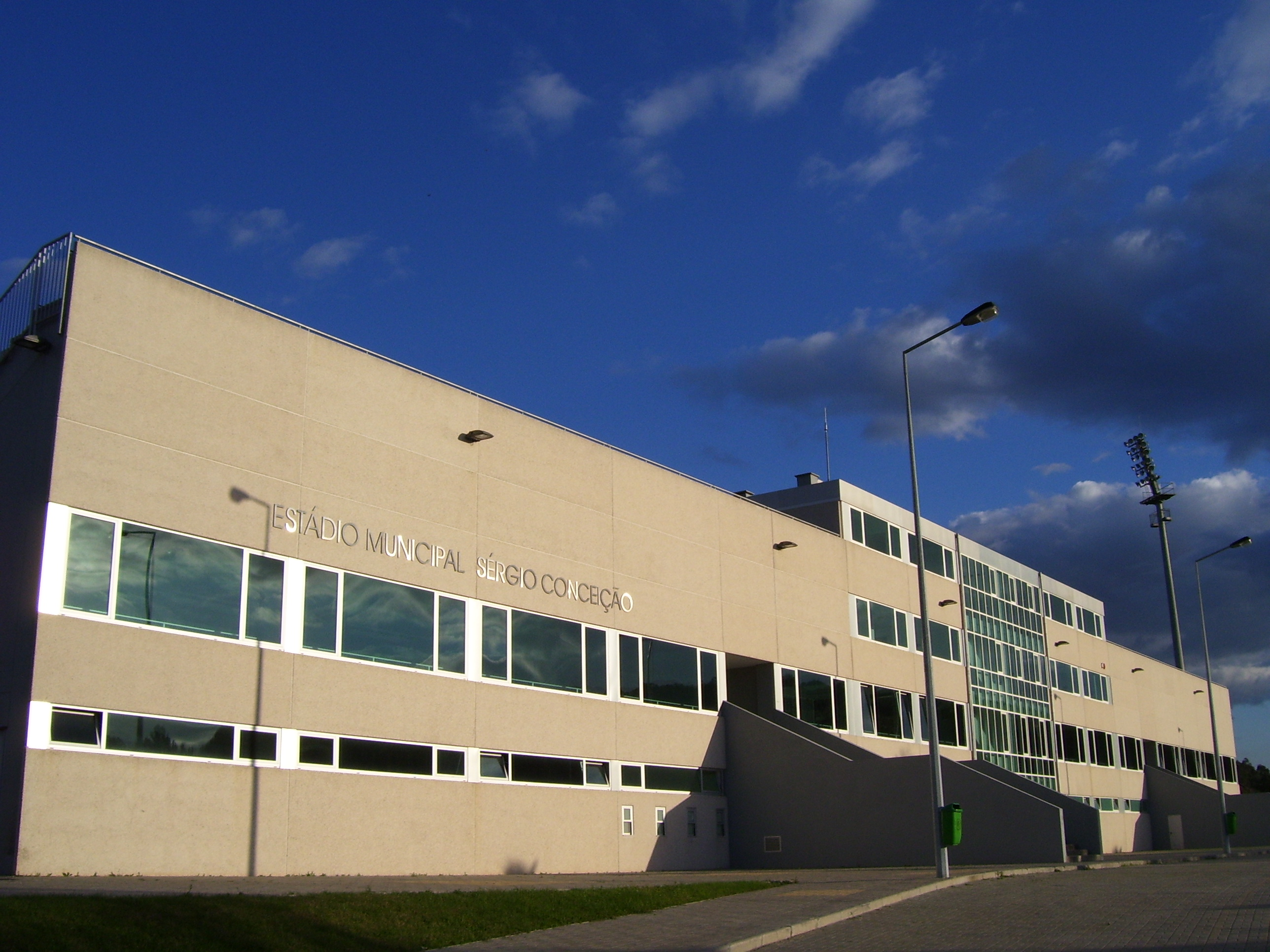
L'Estádio Municipal Sérgio Conceição

Il Clube União 1919, comunemente noto come União de Coimbra, è un club sportivo nella città di Coimbra, in Portogallo.
Il club è stato fondato il 2 giugno 1919 e ha una vasta gamma di dipartimenti sportivi che includono calcio, futsal, basket, aikido, pallavolo e nuoto. La principale squadra di calcio dell'União de Coimbra ha giocato una stagione nella Primeira Divisão nella stagione 1972-1973.
Nel 2016, per motivi legali, il club di Coimbra è stato costretto a cambiare nome ed è stato ribattezzato Clube União 1919.

## Stadio
La squadra di calcio del Clube de Futebol União de Coimbra disputa i suoi incontri nell'Estádio Municipal Sérgio Conceição, che prende il nome dal calciatore Sérgio Conceição e ha 2.500 posti a sedere.

## Palmarès
- Terceira Divisão: 1

1980-1981
- Campione nazionale 2ªDiv.: 1
- Campione nazionale 3ªDiv.: 1